# Терни
 Тази статия е за града в Италия.  За селото в Украйна вижте Терни (Украйна).  
Тѐрни (на италиански: Terni) е град и община в Централна Италия.

## География
Градът се намира в едноименната провинция Терни на регион Умбрия, неин главен и най-населен град. Разположен е в долината на река Нера. На 96 км южно от Терни е столицата Рим.
Населението на града е от 112 589 жители към 30 септември 2009 г.

## История
Първите сведения за града като селище датират от VII век пр.н.е.

## Икономика
Терни е промишлен център с металургия, тежко машиностроене, военна, химическа, текстилна и хранително-вкусова промишленост. Той е транспортен (железопътен и шосеен) възел.

## Спорт
Представителният футболен отбор на града е на ФК „Тернана Калчо“.

## Личности
Родени
- Либеро Либерати (1926 – 1962), мотоциклетист
- Марк Клавдий Тацит (200 – 276), римски император

Починали
- Антонио да Сангало Млади (1484 – 1546), архитект

## Побратимени градове
- Дунауйварош, Унгария
- Прага, Чехия